# یحیی بن ام طویل
یحیی بن ام طُویل از یاران زین العابدین (امام چهارم شیعیان) و محمد باقر (امام پنجم شیعیان) است. او برادر رضاعی زین العابدین (امام چهارم شیعیان) است.

## دوران کودکی و جوانی
تولد وی را بین نیمه دوم دهه ۲۰ تا نیمه اول دهه ۴۰ ذکر کرده‌اند.
یحیی بن ام طُویل را یکی از پنج نفری می‌دانند که به امامت علی بن حسین (زین العابدین) اعتقاد داشته و همراهش بوده‌است.
یحیی بن ام طُویل بدون واسطه روایاتی را از علی بن حسین و محمد باقر نقل نموده‌است.

## مرگ
حجاج بن یوسف دستور به قطع دست‌ها و پاهای یحیی و سپس قتل وی می‌دهد. این اتفاق در شهر واسط در عراق رخ داده‌است.